# Zahirovići
Zahirovići är ett samhälle i Bosnien och Hercegovina.   Det ligger i entiteten Federationen Bosnien och Hercegovina, i den centrala delen av landet, 90 km norr om huvudstaden Sarajevo. Zahirovići ligger 432 meter över havet och antalet invånare är 757.
Terrängen runt Zahirovići är huvudsakligen kuperad, men söderut är den platt. Terrängen runt Zahirovići sluttar västerut. Runt Zahirovići är det ganska tätbefolkat, med 93 invånare per kvadratkilometer.. Närmaste större samhälle är Tuzla, 17,8 km sydost om Zahirovići. 
I omgivningarna runt Zahirovići växer i huvudsak lövfällande lövskog.